# Saint-Vigor-d'Ymonville
Pour les articles homonymes, voir Saint-Vigor (homonymie).
Saint-Vigor-d'Ymonville est une commune française, située dans le département de la Seine-Maritime en région Normandie.

## Géographie

### Communes limitrophes
|             | Saint-Vincent-Cramesnil |                                     |
| Sandouville | Saint-Vigor-d'Ymonville | La Cerlangue                        |
|             | Berville-sur-Mer Eure   | Seine Saint-Samson-de-la-Roque Eure |

### Hydrographie
La commune est située dans le bassin Seine-Normandie. Elle est drainée par la Seine, qui constitue la limite sud de la commune, le canal de Tancarville et le cours d'eau 01 de la commune de Saint-Victor-D'Ymonville,,.
Le canal de Tancarville est un canal, chenal et un estuaire navigable d'une longueur de 28 km qui relie la commune de Tancarville au Havre, où il se jette dans la Manche. 
Divers plans d'eau complètent le réseau hydrographique : la vasière 1 de l'estuaire de la Seine (3,28 ha), la vasière 2 de l'estuaire de la Seine (0,76 ha), la vasière 3 de l'estuaire de la Seine (0,85 ha), le plan d'eau 1 de la commune de Saint-Vigor-d'Ymonville (6,09 ha), le plan d'eau 1 du Marais (1,22 ha), le plan d'eau 10 de la commune de Saint-Vigor-d'Ymonville (1,25 ha), le plan d'eau 19 de la commune de Saint-Vigor-d'Ymonville (1,07 ha), le plan d'eau 2 de la commune de Saint-Vigor-d'Ymonville (1,27 ha), le plan d'eau 2 du Marais (0,11 ha), le plan d'eau 20 de la commune de Saint-Vigor-d'Ymonville (1,84 ha), le plan d'eau 21 de la commune de Saint-Vigor-d'Ymonville (2,08 ha), le plan d'eau 22 de la commune de Saint-Vigor-d'Ymonville (1,11 ha), le plan d'eau 23 de la commune de Saint-Vigor-d'Ymonville (0,93 ha), le plan d'eau 24 de la commune de Saint-Vigor-d'Ymonville (3,8 ha), le plan d'eau 25 de la commune de Saint-Vigor-d'Ymonville (1,5 ha), le plan d'eau 26 de la commune de Saint-Vigor-d'Ymonville (1,85 ha), le plan d'eau 27 de la Commune de Saint-Vigor-d'Ymonville (1,83 ha), le plan d'eau 28 de la Commune de Saint-Vigor-d'Ymonville (1,79 ha), le plan d'eau 29 de la Commune de Saint-Vigor-d'Ymonville (0,85 ha), le plan d'eau 3 du Marais (0,58 ha), le plan d'eau 32 de la Commune de Saint-Vigor-d'Ymonville (0,98 ha), le plan d'eau 36 de la Commune de Saint-Vigor-d'Ymonville, d'une superficie totale de 1,2 ha (0,14 ha sur la commune), le plan d'eau 37 de la Commune de Saint-Vigor-d'Ymonville (1,83 ha), le plan d'eau 4 de la Commune de Saint-Vigor-d'Ymonville (1,12 ha), le plan d'eau 8 de la Commune de Saint-Vigor-d'Ymonville, d'une superficie totale de 1,2 ha (0,68 ha sur la commune) et le plan d'eau 9 de la Commune de Saint-Vigor-d'Ymonville (1,11 ha),.

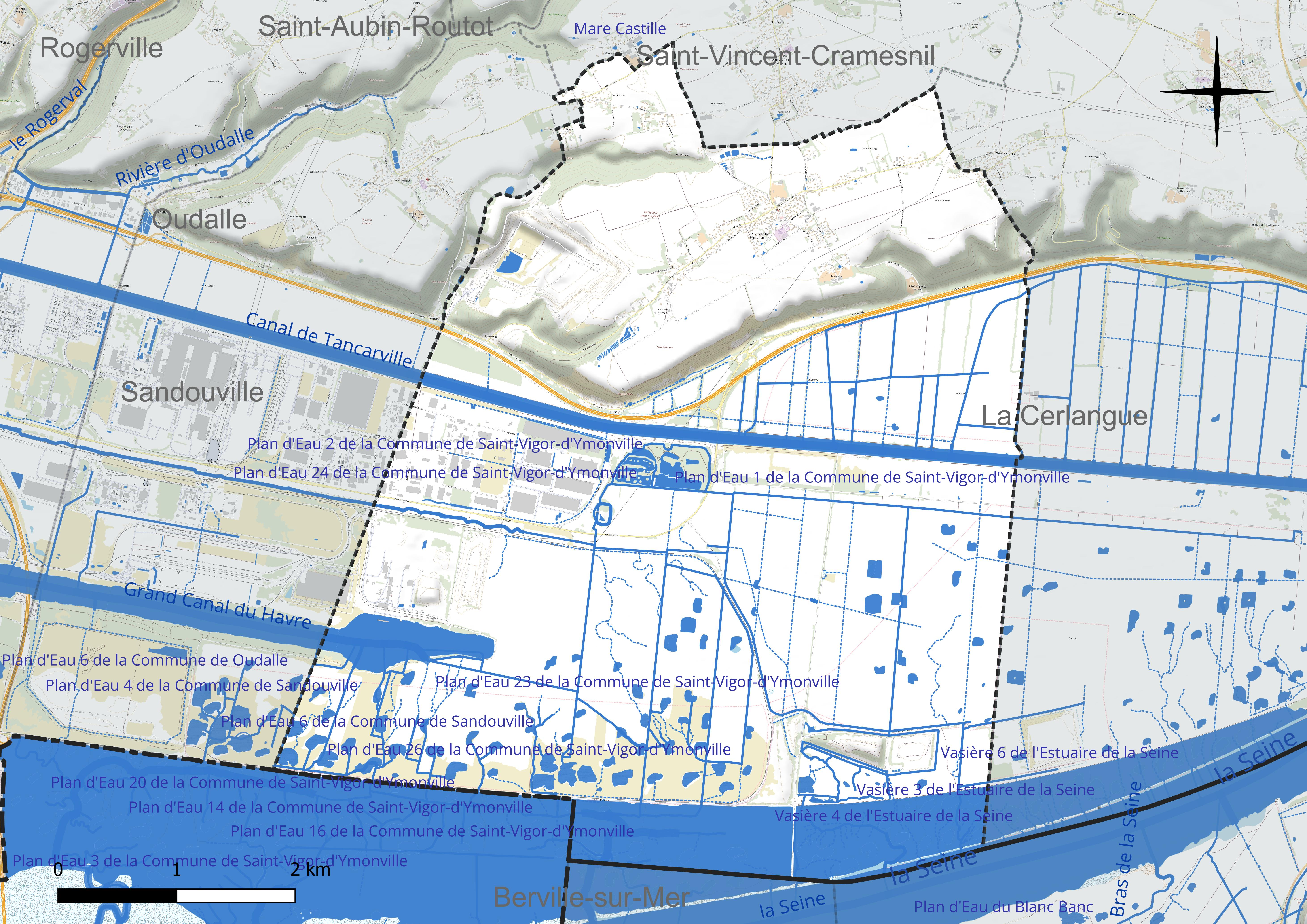
Réseau hydrographique de Saint-Vigor-d'Ymonville.

### Climat
Pour des articles plus généraux, voir Climat de la Normandie et Climat de la Seine-Maritime.
En 2010, le climat de la commune est de type climat océanique franc, selon une étude du CNRS s'appuyant sur une série de données couvrant la période 1971-2000. En 2020, Météo-France publie une typologie des climats de la France métropolitaine dans laquelle la commune est exposée à un climat océanique et est dans la région climatique  Côtes de la Manche orientale, caractérisée par un faible ensoleillement (1 550 h/an) ; forte humidité de l’air (plus de 20 h/jour avec humidité relative > 80 % en hiver), vents forts fréquents. Parallèlement le GIEC normand, un groupe régional d’experts sur le climat, différencie quant à lui, dans une étude de 2020, trois grands types de climats pour la région Normandie, nuancés à une échelle plus fine par les facteurs géographiques locaux. La commune est, selon ce zonage, exposée à un « climat maritime », correspondant au Pays de Caux, frais, humide et pluvieux, légèrement plus frais que dans le Cotentin.
Pour la période 1971-2000, la température annuelle moyenne est de 10,5 °C, avec une amplitude thermique annuelle de 13 °C. Le cumul annuel moyen de précipitations est de 892 mm, avec 12,7 jours de précipitations en janvier et 8,1 jours en juillet. Pour la période 1991-2020, la température moyenne annuelle observée sur la station météorologique la plus proche, située sur la commune de Boulleville à 14 km à vol d'oiseau, est de 11,3 °C et le cumul annuel moyen de précipitations est de 851,2 mm,. Pour l'avenir, les paramètres climatiques de la commune estimés pour 2050 selon différents scénarios d'émission de gaz à effet de serre sont consultables sur un site dédié publié par Météo-France en novembre 2022.

### Milieux naturels et biodiversité
La commune fait partie du parc naturel régional des Boucles de la Seine normande.

## Urbanisme

### Typologie
Au 1er janvier 2024, Saint-Vigor-d'Ymonville est catégorisée commune rurale à habitat dispersé, selon la nouvelle grille communale de densité à sept niveaux définie par l'Insee en 2022.
Elle est située hors unité urbaine. Par ailleurs la commune fait partie de l'aire d'attraction du Havre, dont elle est une commune de la couronne,. Cette aire, qui regroupe 116 communes, est catégorisée dans les aires de 200 000 à moins de 700 000 habitants,.
La commune, bordée par la Manche, est également une commune littorale au sens de la loi du 3 janvier 1986, dite loi littoral. Des dispositions spécifiques d’urbanisme s’y appliquent dès lors afin de préserver les espaces naturels, les sites, les paysages et l’équilibre écologique du littoral, tel le principe d'inconstructibilité, en dehors des espaces urbanisés, sur la bande littorale des 100 mètres, ou plus si le plan local d’urbanisme le prévoit.

### Occupation des sols
L'occupation des sols de la commune, telle qu'elle ressort de la base de données européenne d’occupation biophysique des sols Corine Land Cover (CLC), est marquée par l'importance des territoires agricoles (59,1 % en 2018), en diminution par rapport à 1990 (65,2 %). La répartition détaillée en 2018 est la suivante : 
prairies (45,8 %), zones humides côtières (15,7 %), terres arables (12,6 %), zones industrielles ou commerciales et réseaux de communication (7,9 %), eaux continentales (4,8 %), forêts (4,7 %), mines, décharges et chantiers (3,4 %), zones urbanisées (3,1 %), eaux maritimes (1 %), zones agricoles hétérogènes (0,8 %), milieux à végétation arbustive et/ou herbacée (0,4 %). L'évolution de l’occupation des sols de la commune et de ses infrastructures peut être observée sur les différentes représentations cartographiques du territoire : la carte de Cassini (XVIIIe siècle), la carte d'état-major (1820-1866) et les cartes ou photos aériennes de l'IGN pour la période actuelle (1950 à aujourd'hui).

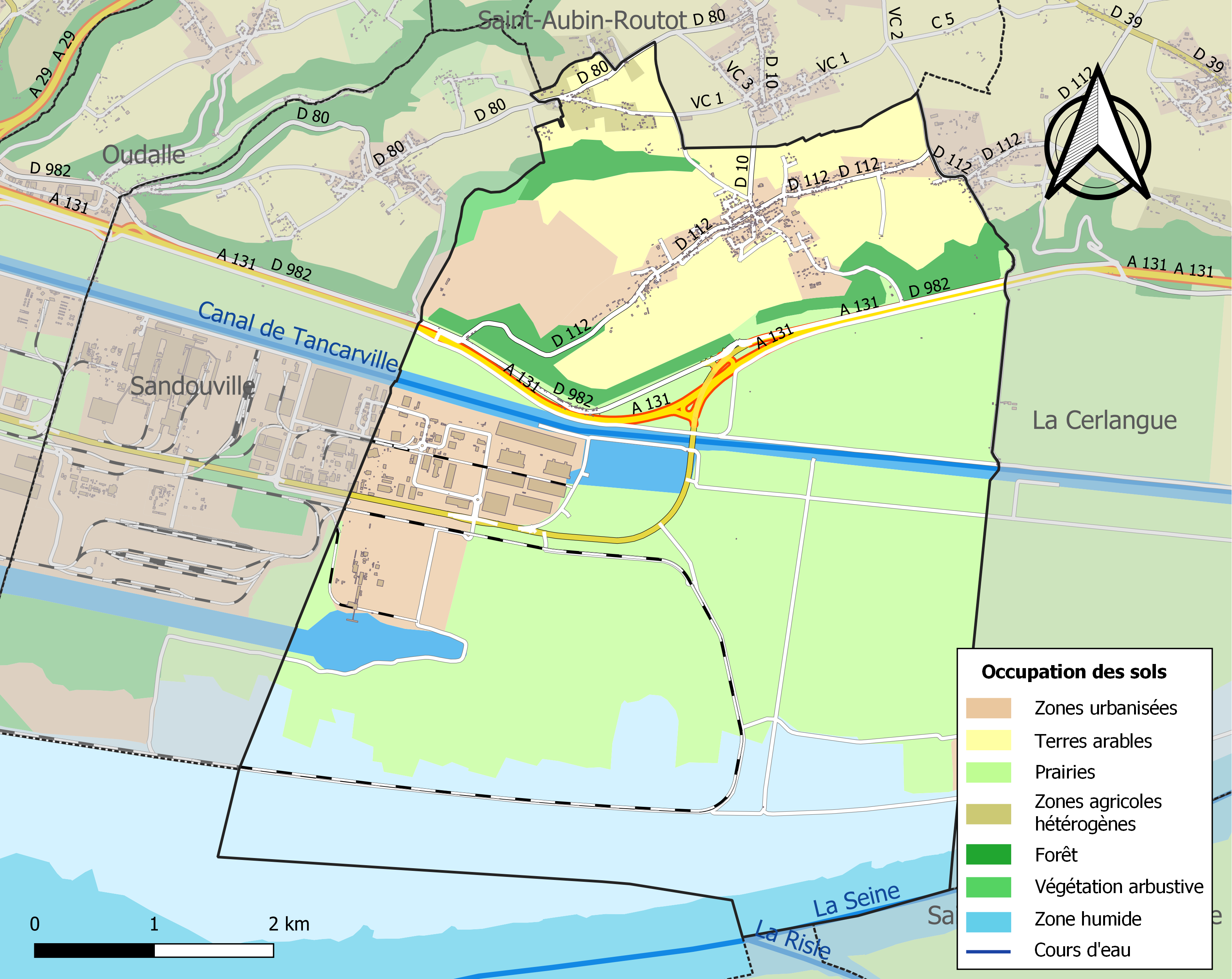
Carte des infrastructures et de l'occupation des sols de la commune en 2018 (CLC).

## Toponymie
Le nom de la localité est attesté sous les formes Wimonvilla en 1181, Sancti Vigoris de Wimunvilla en 1241, Sancti Vigoris super Secanam en 1253, Ecclesia Sancti Vigoris de Imouvilla en 1635, Sancti Vigoris de Imonvilla seu Wimonvilla en 1651, Saint Vigor d'Ymonville en 1757.
La paroisse est consacrée à saint Vigor, ancien évêque de Bayeux au VIe siècle.
Au cours de la Révolution française, la commune porte provisoirement le nom de Beauvais-sur-Seine.

## Histoire
Jusqu'à la construction du pont de Tancarville, le bac de la Hode reliait la commune à Berville-sur-Mer, situé sur la rive gauche de la Seine.

## Politique et administration
| Période                                  | Période                    | Identité          | Étiquette              | Qualité |
| ---------------------------------------- | -------------------------- | ----------------- | ---------------------- | ------- |
| Les données manquantes sont à compléter. |                            |                   |                        |         |
| juin 1995                                | mai 2020                   | Gilbert Le Maître |                        |         |
| mai 2020                                 | En cours (au 10 août 2020) | Sandrine Lemoine  | Horizons (depuis 2022) |         |

## Démographie
L'évolution du nombre d'habitants est connue à travers les recensements de la population effectués dans la commune depuis 1793. Pour les communes de moins de 10 000 habitants, une enquête de recensement portant sur toute la population est réalisée tous les cinq ans, les populations de référence des années intermédiaires étant quant à elles estimées par interpolation ou extrapolation. Pour la commune, le premier recensement exhaustif entrant dans le cadre du nouveau dispositif a été réalisé en 2005.

En 2022, la commune comptait 1 165 habitants, en évolution de +4,67 % par rapport à 2016 (Seine-Maritime : +0,35 %, France hors Mayotte : +2,11 %).
| 1793 | 1800 | 1806 | 1821 | 1831 | 1836 | 1841 | 1846 | 1851 |
| ---- | ---- | ---- | ---- | ---- | ---- | ---- | ---- | ---- |
| 678  | 800  | 744  | 693  | 714  | 669  | 728  | 684  | 668  |

| 1856 | 1861 | 1866 | 1872 | 1876 | 1881 | 1886 | 1891 | 1896 |
| ---- | ---- | ---- | ---- | ---- | ---- | ---- | ---- | ---- |
| 629  | 715  | 681  | 611  | 608  | 595  | 662  | 705  | 701  |

| 1901 | 1906 | 1911 | 1921 | 1926 | 1931 | 1936 | 1946 | 1954 |
| ---- | ---- | ---- | ---- | ---- | ---- | ---- | ---- | ---- |
| 709  | 741  | 625  | 564  | 611  | 562  | 577  | 604  | 590  |

| 1962 | 1968 | 1975 | 1982 | 1990 | 1999 | 2005 | 2006 | 2010  |
| ---- | ---- | ---- | ---- | ---- | ---- | ---- | ---- | ----- |
| 567  | 571  | 647  | 757  | 835  | 859  | 958  | 953  | 1 024 |

| 2015  | 2020  | 2022  | - | - | - | - | - | - |
| ----- | ----- | ----- | - | - | - | - | - | - |
| 1 102 | 1 141 | 1 165 | - | - | - | - | - | - |

## Culture locale et patrimoine

### Lieux et monuments

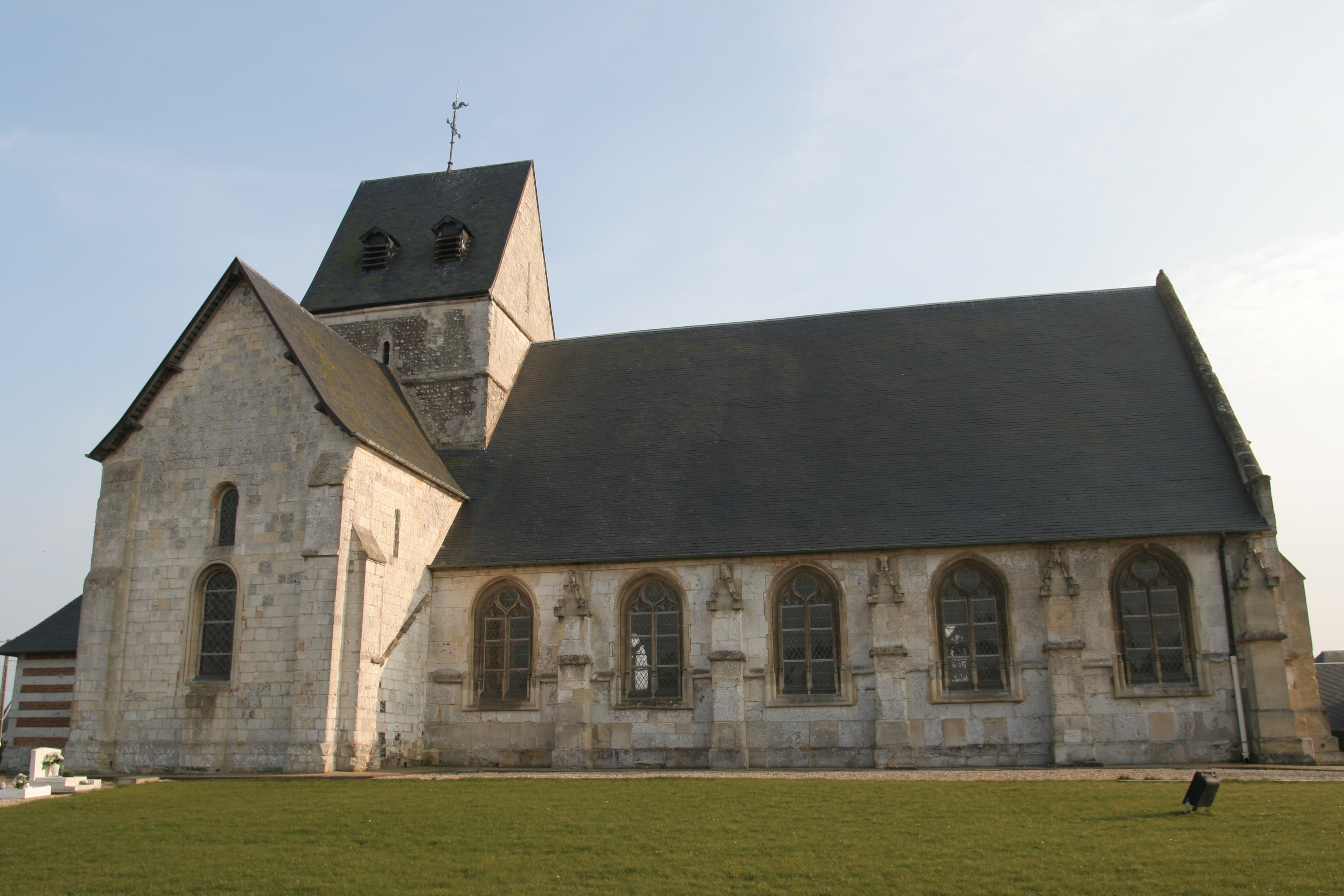
L'église Saint-Vigor

- L'église Saint-Vigor, bâtie au XIIe siècle, a été inscrite monument historique par arrêté du 11 mars 1933[26].
- Grotte dite Fort des Carrières : Il s'agit d'un ensemble de grottes dans la falaise (située au lieu-dit le Hode), occupées à l'époque préhistorique. Elles furent également utilisées comme défense pendant la guerre de Cent Ans, sous le nom de Fort des Carrières. En 1441, la nef de l'église paroissiale ayant été détruite par les Anglais, la grande grotte servit d'église jusqu'à la reconstruction de la nef à la fin du XVe siècle.

### Personnalités liées à la commune
- Sybille Lemoine, née le 25 septembre 1967, fille de Maurice et Ginette Lemoine, domiciliés à Séqueville, commune de Saint-Vigor-d'Ymonville, elle fut présentée à la presse comme étant la 50 000 000e Française.

## Pour approfondir